# Flupentixol

Strukturformel för Flupentixol.

Flupentixol (Fluanxol eller Depixol) är ett neuroleptikum, huvudsakligen indikerat för behandling av schizofreni och andra psykotiska tillstånd.
Flupentixol har den kemiska formeln C23H25F3N2OS.
Flupentixol tillhör första generationens antipsykotiska läkemedel och är den äldre varianten som aktiverande antipsykotika. Nyare antipsykotika som anses vara aktiverande är Aripiprazol (Abilify).
Flupentixol syntetiserades år 1958 av Lundbeck, patenterades 1963 och introducerades till klinisk praxis år 1965.  Förutom den antipsykotiska effekten har läkemedlet i låga doser även viss antidepressiv effekt.
Flupentixol anses aktiverande för bland annat patienter med autism. Preparatet ger normalt inte den dåsighet och trötthet som andra neuroleptika kan ge, och kan ge svårigheter med insomning. 
Preparatet anses också ha effekt på tvångssyndrom med psykotisk valör, ett tillstånd som annars huvudsakligen behandlas med antidepressiva läkemedel, varav de vanligaste är klomipramin, fluoxetin och sertralin.

## Lundbecks ansökan om ökad kostnad 2018
Företaget Lundbeck ansökte om högre pris för fluanxol-tabletter på grund av att lönsamheten för Fluanxol hade minskat som en följd av ökade produktionskostnader och minskad försäljning. Företaget befarade att läkemedlet möjligen kunde försvinna från den svenska marknaden eller att tillgången kraftigt minskade ifall prishöjningen inte beviljades och skulle få allvarliga konsekvenser för de människorna som fortfarande använde Flupentixol som första hands medel. Företagets ansökan om högre pris för fluanxol-tabletter beviljades och från och med 1 februari 2019 ökade priset för fluanxol-tabletterna.

## Utbredningsområde

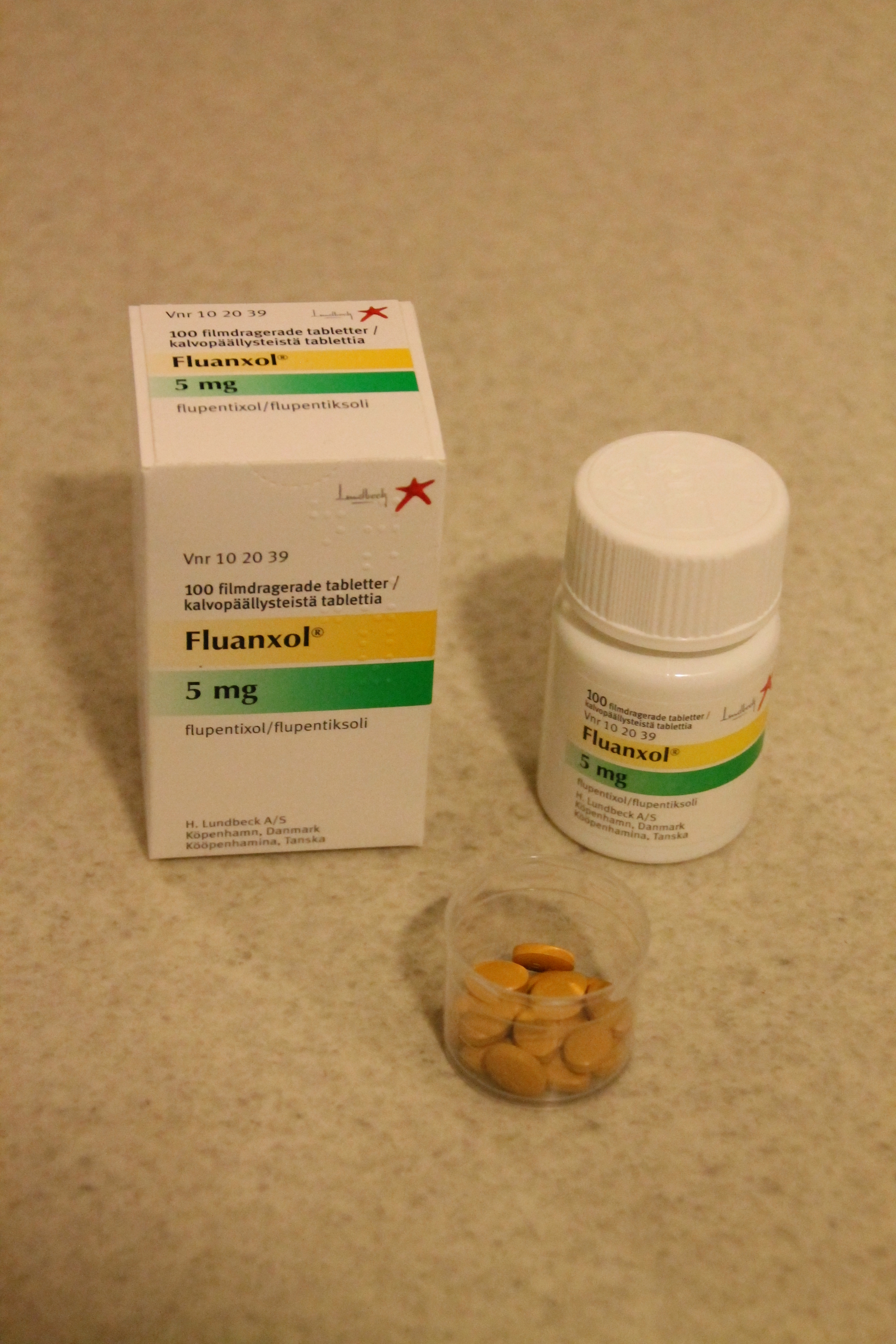
Fluanxol 5mg.

Flupentixol fick rätt stort utbredningsområde men användes dock inte i USA. Däremot kom det till användning i Storbritannien, Australien, Kanada, Ryssland, Sydafrika, Nya Zeeland och Filippinerna samt flera andra länder världen över. 
Flupentixol brukade användas som alternativ till tröttande neuroleptika eftersom Flupentixol oftast inte är särskilt sederande.

## Depåinjektion

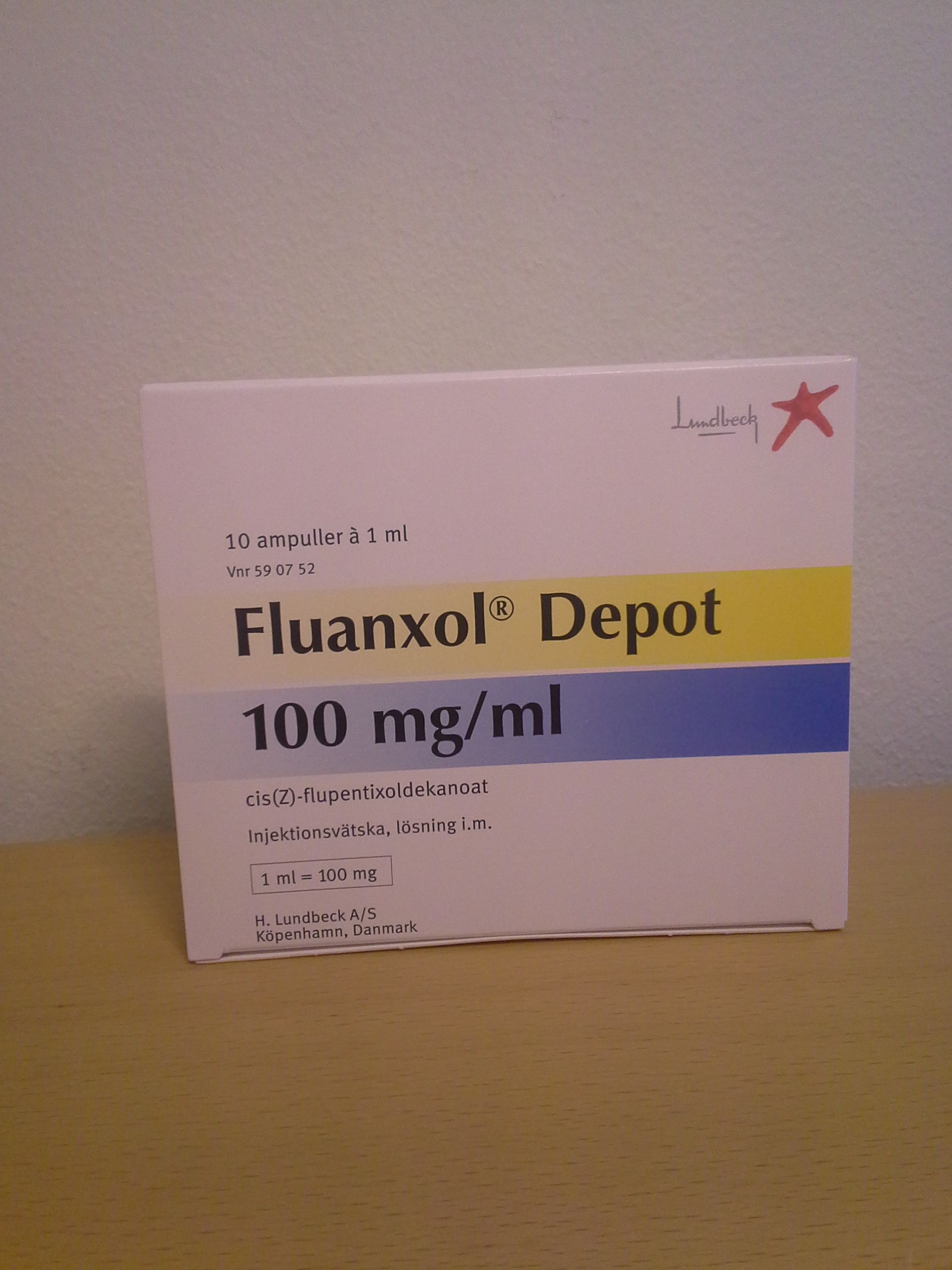
Fluanxol depåinjektion.

Flupentixol ges ofta i form av depåinjektioner (långtidsverkande sprutor) vid maniska, schizofrena  och andra psykotiska tillstånd och  administreras antingen varannan vecka eller en gång i månaden.

## Användningsområde
Flupentixol ges vid akuta psykotiska tillstånd och anses snabbt kunna minska självskadebeteende hos personer med psykossjukdomar och är effektiv för det användningsområdet såsom självmordsprevention. Flupentixol används i låga doser för att behandla depressioner. Det ges inte till människor som har feokromocytom, långt QT-syndrom eller demens.

## Biverkningar
Flupentixol kan orsaka hjärtklappning, ökad svettning samt ökad salivproduktion.
Andra biverkningar är metabola och inkluderar ökad hunger och viktökning. Förekomsten av viktuppgång är ungefär lika vanlig som för Aripiprazol.
Vanliga biverkningar är även förstoppning, kräkningar, matsmältningsbesvär och agitation.

## Farmakokinetik
Flupentixol-tabletter har en relativt lång halveringstid på 35 timmar.

## Övergripande sammanfattning angivet frånLäkemedelsverket
Flupentixol har en god antipsykotisk effekt utan att ge påtaglig sedering. Ges i doser mellan 4 och 6 mg vid underhållsbehandling.
Högre doser har inte visat sig ge någon ytterligare antipsykotisk effekt utan ökar risken för extrapyramidala biverkningar (EPS).
Viss försiktighet bör iakttas vid behandling av agitation eftersom flupentixol i stort saknar sederande effekt. Finns även i depotberedning. Risken för EPS bör alltid uppmärksammas vid längre tids behandling.